# Söğütlü (Pazarcık)
Söğütlü ist ein ehemaliges Dorf im Bezirk Pazarcık der südtürkischen Provinz Kahramanmaraş. Heute ist der Ort ein Ortsteil des Bezirks.
Der Ort liegt im Nordwesten des Bezirks, etwa acht Kilometer westlich von Pazarcık und 25 Kilometer südöstlich des Provinzzentrums Kahramanmaraş. Etwa fünf Kilometer östlich liegt der Stausee Kartalkaya Barajı, in dem der Aksu Çayı gestaut ist. Dieser fließt zwei Kilometer südlich an Söğütlü vorbei.
Bei Söğütlü wurde vor 1942 eine späthethitische Stele gefunden.